# قافر (كشر)

تعديل مصدري - تعديل

قافر هي إحدى قرى عزلة بني داوود بمديرية كشر التابعة لمحافظة حجة، بلغ تعداد سكانها 180 نسمة حسب تعداد اليمن لعام 2004.